# 大成跨線橋

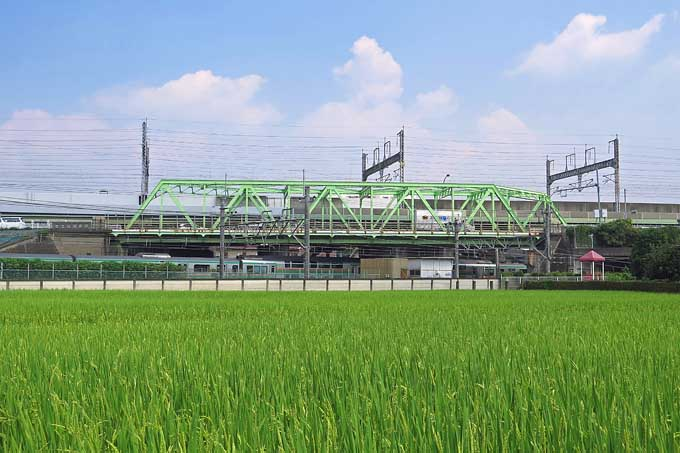
西側より望む大成跨線橋（2015年8月）

大成跨線橋（おおなりこせんきょう）は、埼玉県さいたま市北区大成町四丁目と同区東大成町二丁目の間で東日本旅客鉄道（JR東日本）高崎線および川越線に架かる国道17号（中山道）の跨線橋（陸橋）である。通称は「大成橋（おおなりばし）」。

## 概要

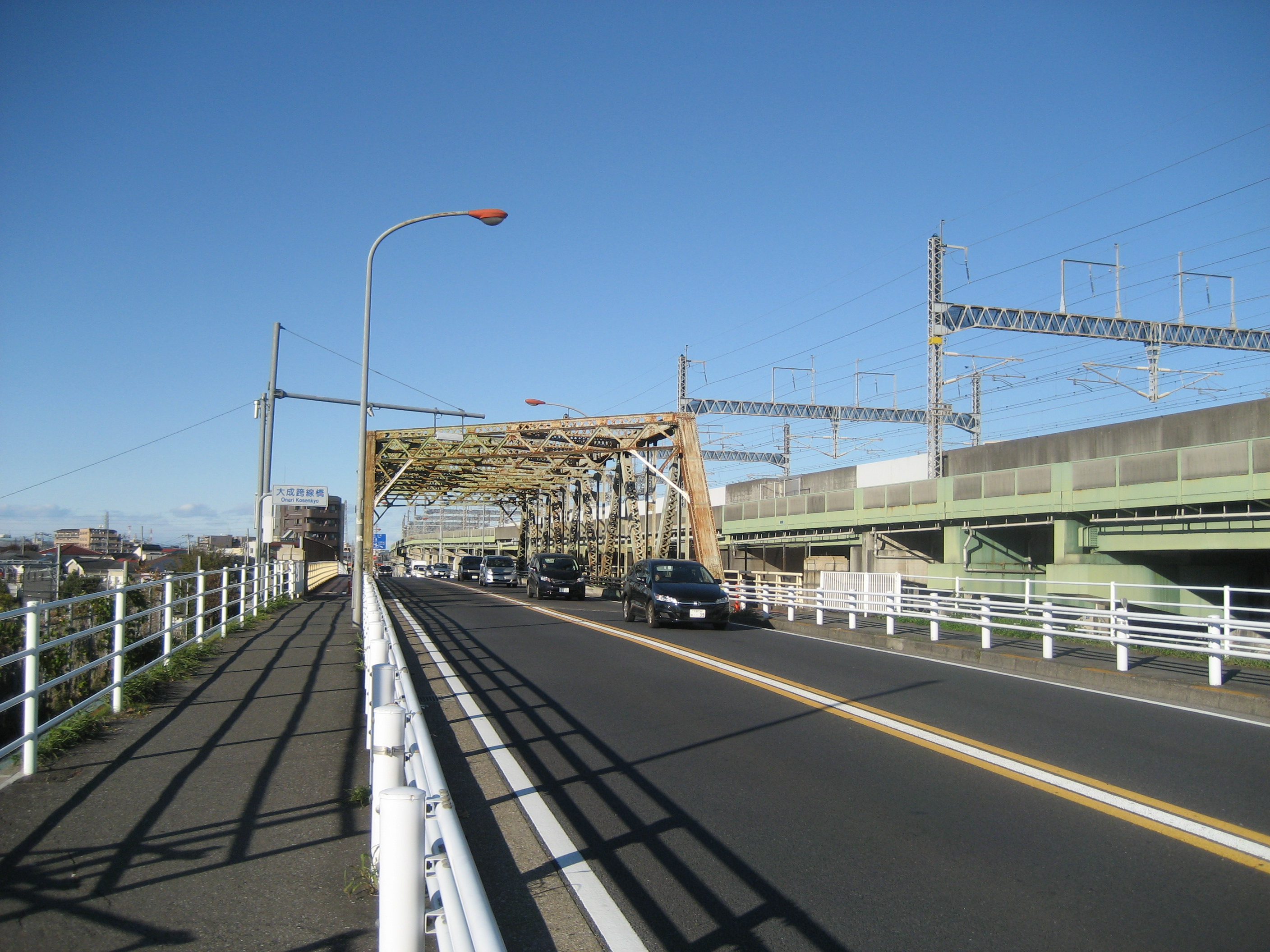
南詰より望む大成跨線橋（2012年11月）

- 竣工：1936年[1][2]
- 形式：下路平行弦単純ワーレントラス橋[3][2]
- 橋長：60 m[1][4]
- 幅員：14.12 m[4]
- 有効幅員：13.62 m[4]（車道9 m、歩道1.5 m×2[2]）
- 支間長：50 m[2][4]

高崎線・川越線と斜めに立体交差する跨線橋で、高崎線では大宮駅 - 宮原駅間、川越線では大宮駅 - 日進駅間にある。約45度の斜角を持つ斜橋で、橋の両側のアプローチ区間の斜路は築堤が用いられている。
高崎線は複線で跨線橋の下をくぐっているが、川越線は南側の築堤にトンネルを掘ってくぐっている。かつて川越線は高崎線に沿って跨線橋をくぐっていたが、東北新幹線・埼京線建設に伴い、川越線の電化複線化、並びに大宮駅の地下化が行われたため、ルートが変更された。川越線は陸橋のすぐ北側で高崎線と分かれ、北西から南西へと約90度方向を変える。
橋の東側すぐ脇を、東北・上越新幹線と埼玉新都市交通ニューシャトルが並行している。東北新幹線は大宮駅 - 小山駅間、上越新幹線は大宮駅 - 熊谷駅間、ニューシャトルは鉄道博物館駅 - 加茂宮駅間にあたる。
当陸橋の約350 m北方に東大成町交差点（所在地は北区宮原町一丁目）があり、国道17号と旧国道17号である埼玉県道164号鴻巣桶川さいたま線（旧中山道）が交差している。国道17号は、この交差点から鴻巣市箕田の箕田交差点まで、旧中山道の東側を平行する大宮バイパスとなる。
東大成町交差点から鴻巣桶川さいたま線を大宮駅方面に進むと、北区役所やステラタウンがある。
東大成町交差点から東京都心（日本橋）側は、さいたま市南区辻と根岸の間にある六辻交差点まで、また群馬県側は熊谷市銀座と筑波の間にある銀座一丁目交差点まで、国道17号と旧中山道が交わる交差点がない。

## 歴史
- 1936年 - 竣工、4月開通[2]。
- 1979年 - 橋梁の塗装を実施[4]。
- 2006年度 - 橋梁定期点検で主桁や床版の劣化が確認される[1]。
- 2009年度 - 補修工事実施[1]。
- 2015年3月25日 - 補修工事実施[5]。

## 景色
南西方向に富士山が見える。

## アクセス
さいたま市北区コミュニティバス - 大成橋西停留所下車徒歩4分。

## 隣の橋
- 高崎線

：（起点） - 大栄橋 - 大成跨線橋 - 新大宮バイパス - 埼玉県道51号川越上尾線（ニッサン通り） - （終点）
- 川越線

：（起点） - 大成跨線橋 - 新大宮バイパス - 富士見川越バイパス - （終点）